# Gromada Pęcław
Gromada Pęcław war eine Verwaltungseinheit in der Volksrepublik Polen zwischen 1959 und 1972. Verwaltet wurde die Gromada vom Gromadzka Rada Narodowa, dessen Sitz sich in Pęcław befand.

Die Gromada Pęcław wurde am 1. Januar 1959 im Powiat Głogowski in der Woiwodschaft Zielona Góra gegründet und aus den aufgelösten Gromadas Białołęka und Wierzchownia gebildet.

Zum 1. Januar 1973 wurde die Gromada aufgelöst und in die neugeschaffene Gmina Pęcław eingegliedert.